# 하비 쿠싱
하비 윌리엄 쿠싱(영어: Harvey Williams Cushing, 1869년 4월 8일 ~ 1939년 10월 7일)은 미국 신경외과 의사이다. 뇌수술의 선구자로 일컬어지며 "현대 신경외과의 아버지"라고도 불린다. 쿠싱 증후군에 대해 처음으로 기술하였다.

## 유년기
쿠싱은 오하이오주의 클리브랜드에서 출생했고 10남매 중 10째였다.

## 교육
1891년 예일 대학교를 졸업했고 하버드에서 의학을 공부하고 1895년 의학 학위를 받았다. 메사추세츠 병원에서 인턴을 하였고 레지던트는 당시 유명한 외과의사로 알려졌던 존스 홉킨스 병원의 윌리엄 할스테드에게서 수련받았다.

## 후기 업적
쿠싱은 "윌리엄 오슬러 경의 삶(런던: 옥스포드 대학교 출판사, 1925"로 퓰리처상을 받는다.
그는 은퇴 이후인 1933부터 1937까지 예일대학교 의과대학에서 신경학의 스털링 교수로 재직한다.
쿠싱은 1939년 10월 7일 코네티컷, 뉴헤이븐에서 심근경색으로 사망한다. 그는 클리브랜드의 레이크뷰 묘지에 묻혔다. 특이하게도 쿠싱의 부검결과 제3뇌실의 콜로이드낭이 발견되었다.

## 유산
20세기 초 쿠싱은 뇌수술에 필요한 기본 수술방법을 많이 개발했다. 이를 통해 신경외과는 하나의 수술분과로 발전했다.

## 같이 보기
- 의학사